# Vårtig röksvamp
Vårtig röksvamp (Lycoperdon perlatum) är en av de vanligaste röksvamparna. Den förekommer mellan juni och november i löv- och barrskogar. 

## Utbredning
Arten förekommer över hela världen förutom arktiska trakter och Antarktis. Svampen hittas förutom i skogar i gräsmarker med några träd, i buskskogar och i hedmarker.

## Matsvamp
Vårtig röksvamp anses i de flesta svenska svampböcker vara en trestjärnig matsvamp. Den ska då plockas ung, medan svampköttet är vitt. 
Det har förekommit att röksvampen har förväxlats med outvecklade exemplar av den dödligt giftiga vita flugsvampen. Vid genomskärning av svampen är röksvampen homogen, medan man hos den vita flugsvampen kan se anlag till skivor.

## Hot
För beståndet är inga hot kända. Hela populationen anses vara stabil. IUCN listar arten som livskraftig (LC).